# E.ON
E.ON SE – przedsiębiorstwo energetyczne z siedzibą w Düsseldorfie w Niemczech, prowadzące działalność m.in. w zakresie wytwarzania, dostaw hurtowych, przesyłu, dystrybucji, sprzedaży detalicznej i działalności związanej z energią (takiej jak pomiary, elektromobilność itp.).
Jedna z 30 spółek wchodzących w skład indeksu DAX.
Spółka powstała w 2000 r. w wyniku fuzji przedsiębiorstw VEBA (Vereinigte Elektrizitäts- und Bergwerks Aktiengesellschaft) i VIAG. E.ON jest jedną z największych spółek użyteczności publicznej w Europie. E.ON kupił w Szwecji spółkę Sydkraft, w Wlk. Brytanii Powergen, przemianowane na E.ON Sverige i E.ON UK.
W 2006 r. E.ON próbował kupić hiszpańską spółkę Endesa, na którą oferty składały również włoska spółka Enel w konsorcjum z hiszpańską Accioną. Od 2003 r. spółka jest obecna na rynku gazowym po przejęciu spółki Ruhrgas (obecnie E.ON Ruhrgas).